# HC Slovan Bratislava
Der HC Slovan Bratislava (slowakisch HC Slovan Bratislava) ist ein Eishockeyclub der Stadt Bratislava in der Slowakei, der 1921 als 1. ČsŠK Bratislava gegründet wurde und seit 2019 wieder in der Tipos extraliga spielt. Zwischen 1945 und 1993 trat das Team in der Tschechoslowakischen Extraliga und von 1993 bis 2012 in der Extraliga an. Zwischen 2012 und 2019 gehörte der Klub der Kontinentalen Hockey Liga an, musste sich jedoch 2019 aus finanziellen Gründen zurückziehen. Seine Heimspiele trägt der Verein im Zimný štadión Ondreja Nepelu aus, das 10.110 Zuschauer fasst.

## Geschichte
Drei Jahre nach der Gründung, im Dezember 1924, trug die damalige Mannschaft ihr erstes internationales Match gegen den Wiener EV aus – das Spiel ging mit 1:6 verloren. Der Verein benannte sich 1939 in Slovan um und behielt diesen Namen bis heute. Als Slovan ChZJD Bratislava feierte der Verein zwischen 1972 und 1974 den dreifachen Turniergewinn am Spengler Cup in Davos. Die größten Erfolge feierte der Verein in der Saison 1978/79, als er den Titel des Tschechoslowakischen Meisters errang. Großen Anteil an diesem Erfolg hatten die Brüder Anton Šťastný, Marián Šťastný und Peter Šťastný.
Seit der Gründung der slowakischen Extraliga hat Slovan die Meisterschaft achtmal gewonnen – 1998, 2000, 2002, 2003, 2005, 2007, 2008 und 2012. Außerdem gewann der Verein 2004 den IIHF Continental Cup. Ab der Saison 2012/13 spielte der Club im Zuge einer Ligaerweiterung in der multinational besetzten Kontinentalen Hockey-Liga und erreichte in den folgenden Jahren zweimal die KHL-Play-offs.
Am 28. Mai 2019 gab der Verein bekannt, sich zur kommenden Spielzeit aus finanziellen Gründen aus der KHL zurückzuziehen und eine Bewerbung für die heimische Extraliga abzugeben. Aufgrund eines geplatzten Investorenvertrages war dieser Schritt notwendig geworden. Zudem hatte der Verein allein bei einer Tochtergesellschaft der Stadt Bratislava Schulden in Höhe von mehr als einer Million Euro. Des Weiteren hatte der Klub unbezahlte Gehälter für Spieler und Angestellte in Höhe von bis zu 60 Millionen Euro angehäuft, wodurch die Lizenzierung für die Extraliga gefährdet war. Im August 2019 einigte sich der HC Slovan mit allen ehemaligen Spielern und Angestellten über einen Zahlungsplan und erhielt dadurch die Extraliga-Lizenz.

## Bekannte Spieler
- Erik Černák
- Zdeno Cíger
- Jozef Čapla
- Vladimír Dzurilla
- Jozef Golonka
- Július Haas
- Jaroslav Halák
- Michal Hreus
- Ľubomír Kolník
- Milan Kužela
- Ladislav Nagy – 2014 bis 2016
- Václav Nedomanský
- Dušan Pašek senior
- Dárius Rusnák
- Miroslav Šatan – 2004/05
- Ján Starší
- Anton Šťastný
- Marián Šťastný
- Peter Šťastný
- Martin Štrbák – 1994 bis 1997, 1998/99
- Ľubomír Višňovský – 1997 bis 2000, 2004/05

## Meisterkader

### 1978/79
| Torhüter      | Marcel Sakáč, Pavol Norovský |
| Abwehrspieler | Ivan Černý, Jozef Bukovinský, Milan Kužela, Ľubomír Roháčik, Vladimír Urban, Ľubomír Ujváry                                                                                           |
| Stürmer       | Marián Šťastný, Peter Šťastný, Anton Šťastný, Marián Bezák, Miroslav Miklošovič, Milan Mrukvia, Dušan Pašek, Dárius Rusnák, Ján Jaško, František Hejčík, Eugen Krajčovič, Dušan Žiška |
| Trainer       | Ladislav Horský, Miroslav Kubovič |

### 2004/05
| Trainer       | Miloš Říha, Miroslav Miklošovič, Rudolf Jurčenko |
| Torhüter      | Libor Barta, Pavol Rybár |
| Abwehrspieler | Ivan Dornič, Branislav Fábry, Daniel Hančák, Radoslav Hecl, Ján Horáček, Rudolf Jendek, Petr Pavlas, Karol Sloboda, Ján Tabaček, Ľubomír Višňovský, René Vydarený                                             |
| Stürmer       | Martin Bartek, Zdeno Cíger, Michal Hudec, Martin Hujsa, Branislav Jánoš, Peter Junas, Richard Kapuš, Michal Kokavec, Martin Kulha, Michal Macho, Tomáš Němčický, Roman Stantien, Juraj Sýkora, Miroslav Šatan |

### 2006/07
| Trainer         | Zdeno Cíger, Róbert Pukalovič, Rudolf Jurčenko |
| Torhüter        | Sasu Hovi, Ján Chovan |
| Abwehrspieler   | Miroslav Ďurák, Dušan Devečka, Daniel Hančák, Peter Huba, Dalibor Kusovský, Petr Pavlas, Jan Srdínko, Jozef Wagenhoffer                                                                 |
| Angriffsspieler | Igor Baček, Juraj Gráčik, Michal Hreus, Martin Hujsa, Ľubomír Hurtaj, Robin Just, Michal Kokavec, Roman Kukumberg, Martin Kuľha, Ľubomír Pištek, Juraj Sýkora, Roman Tvrdoň, Marek Uram |

### 2007/08
| Trainer         | Zdeno Cíger, Róbert Pukalovič, Miroslav Miklošovič |
| Torhüter        | Sasu Hovi, Ján Chovan |
| Abwehrspieler   | Lukáš Bohunický, Dušan Devečka, Daniel Hančák, Milan Hruška, Peter Huba, Jozef Kováčik, Petr Pavlas, Jan Srdínko |
| Angriffsspieler | Igor Baček, Róbert Döme, Juraj Gráčik, Michal Hreus, Martin Hujsa, Richard Kapuš, Michal Kokavec Radoslav Kropáč, Martin Kuľha, Miroslav Lažo, Ľubomír Pištek, Ondrej Rusnák, Michal Sersen, Juraj Sýkora, Marek Uram |

### 2011/12
| Torhüter      | Branislav Konrád, Tomi Karhunen |
| Abwehrspieler | Martin Štajnoch, Peter Frühauf, Michal Dobroň, Ivan Švarný, Aleksandrs Jerofejevs, Ivan Ďatelinka, Maris Jass, Peter Trška, Lukáš Kozák                                                                                        |
| Stürmer       | Miroslav Šatan, Ján Lipiansky, Michal Hudec, Roman Kukumberg, Tomáš Bulík, Marek Bartánus, Martin Bakoš, Libor Hudáček, Dávid Buc, Dávid Skokan, Martin Sloboda, Andrej Kudrna, Kevin Harvey, Miroslav Presinger, Michal Macho |
| Trainerstab   | Jan Neliba, Miroslav Mosnár, Roman Stantien, Rudolf Jurčenko |

## Trainer
- 1945–1948 Josef Maleček
- 1948–1952 Michal Polóni
- 1952–1955 Zdeněk Bláha
- 1955–1957 Jiří Anton
- 1957/58 Michal Polóni
- 1958–1963 Ladislav Horský
- 1963–1966 Rastislav Jančuška
- 1966–1968 Ladislav Horský
- 1968–1972 Ján Starší
- 1972 Karol Fako
- 1972–1974 Ján Starší, Jaroslav Walter
- 1974–1976 Juraj Mitošinka
- 1976–1980 Ladislav Horský, Miroslav Kubovič
- 1980–1982 Jaroslav Walter, Július Černický
- 1982/83 Jaroslav Walter, während der Saison ersetzt durch Július Haas, Vladimír Dzurilla
- 1983–1985 Július Haas, Břetislav Guryča
- 1985–1988 Jozef Golonka, Július Haas
- 1988/89 R. Tománek, M. Holíček, während der Saison ersetzt durch Július Haas, Juraj Okoličány
- 1989 Ján Filc, Dušan Žiška
- 1989–1992 Jaroslav Walter, Dušan Žiška
- 1992–1994 Dušan Žiška, Miroslav Miklošovič
- 1994/95 Dušan Žiška, Dárius Rusnák, Jozef Bukovinský
- 1996 Dušan Žiška, Július Haas
- 1996–1999 Ernest Bokroš, Ľudovít Venutti
- 2000–2001 František Hossa, Ľubomír Pokovič
- 2001 František Hossa und Ivan Dornič, ersetzt durch Jaroslav Walter und Ľubomír Pokovič
- 2001/02 Miloš Říha, Ľubomír Pokovič, Marcel Sakáč
- 2002/03 Július Šupler, Miroslav Miklošovič, Marcel Sakáč
- 2003/04 Ľubomír Pokovič, Miroslav Miklošovič und Marcel Sakáč
- 2004/05 Miloš Říha, Miroslav Miklošovič, Rudolf Jurčenko
- 2005/06 Ján Jaško und Miroslav Miklošovič
- 2006 Rostislav Čada und Miroslav Miklošovič
- 2007/08 Zdeno Cíger, Miroslav Miklošovič, Igor Tóth
- 2008/09 Zdeno Cíger; während der Saison ersetzt durch  Róbert Pukalovič, Rudolf Jurčenko, wiederum ersetzt durch Antonín Stavjaňa
- 2009/10 Antonín Stavjaňa, Róbert Pukalovič, Rudolf Jurčenko
- 2010/11 Pavel Hynek; während der Saison ersetzt durch Zdeno Cíger und Miroslav Miklošovič, Rudolf Jurčenko
- 2011/12 Štefan Mikeš und Miroslav Mosnár, Rudolf Jurčenko; während der Saison ersetzt durch Jan Neliba und Roman Stantien, Róbert Bereš
- 2012–2014 Rostislav Čada, Svatopluk Číhal und Roman Stantien
- 2014/15 Petri Matikainen, Vladimír Országh, Ján Lipiansky
- 2015 Tom Barrasso
- November 2015–2017 Miloš Říha, Roman Stantien, Rudolf Jendek
- 2017/18 Miloš Říha (im Saisonverlauf durch Eduard Zankovec ersetzt), Róbert Petrovický, Rudolf Jendek
- 2018/19 Vladimír Országh, Róbert Petrovický, Rudolf Jendek
- seit 2019 Roman Stantien, Rudolf Jendek